# Armored Core 2: Another Age
Armored Core 2: Another Age (яп. アーマード・コア2 アナザーエイジ Āmādo Koa 2 Anazā Eiji) — компьютерная игра в жанре меха-шутер от третьего лица, разработанная компанией FromSoftware и выпущенная в 2001 году в Японии и Северной Америке, и в 2002 году в Европе. Игра является пятой в серии Armored Core и прямым продолжением Armored Core 2.

## Сюжет
Спустя пять лет после попытки государственного переворота под предводительством Леоса Клейна земное правительство изо всех сил пытается реализовать одну из своих первоначальных целей — переселить людей из подземных городов на поверхность Земли. Эти планы откладываются, потому что правительству пришлось переключить своё внимание с переселения на наращивание военной мощи. Вынужденный шаг в глазах правительства, необходимый для того, чтобы держать под контролем как корпорации, так и ситуацию на Марсе. Столкнувшись с различными неудачами, корпорации Zio Matrix, Emeraude и Balena, которые когда-то господствовали на Марсе, потеряли своё влияние. Это их не устраивает, и каждый из них тайно восстанавливает свои личные армии, чтобы бороться с растущей мощью правительства. Напряжённость между корпорациями и правительством достигла критической точки. Поскольку все усилия правительства в настоящее время сосредоточены в других местах, недовольство этим учреждением со стороны широких слоёв населения находится на небывало высоком уровне. Устав от того, что ими пренебрегают, люди, живущие в подземных городах, взяли дело в свои руки, и случаи вооружённого восстания стали повседневным явлением.

## Игровой процесс
Геймплей Another Age сохраняет основную механику своего предшественника с несколькими незначительными изменениями. Игра вращается вокруг выполнения миссий от корпораций для заработка кредитов на новые детали для меха игрока. Режим арены, добавленный ещё в Project Phantasma и присутствовавший на протяжении всей серии, отсутствует в Another Age, уступая место большему количеству миссий. В то время как в предыдущих играх было максимум 50 миссий, Another Age содержит более 100, что остаётся самым большим количеством миссий в одной игре во всей франшизе.
В игре добавлена поддержка аналогового управления, но для перемещения используется только левый стик. В то время как другие игры той эпохи допускали использование правого стика для управления камерой, Another Age сохранила использование аналоговых курков для вращения камерой.
Как и её предшественники, игра включает в себя многопользовательский режим, в который можно играть на разделённом экране или через PlayStation I-Link Cable. В игру включён дополнительный режим совместных миссий, в который можно играть только локально. В многопользовательских режимах второй игрок может загрузить своего меха из сохранения на карте памяти.
В Японии Another Age имела также широкополосный многопользовательский режим, который позволяет игрокам сражаться друг с другом через интернет, но эта функция не была включена в версии, выпущенные в других регионах. Удаление было частично связано с тем, что сетевой адаптер PlayStation 2 Expansion Bay ещё не был выпущен за пределами Японии.

## Релиз
Armored Core 2: Another Age была первоначально выпущена в Японии для PlayStation 2 12 апреля 2001 года. FromSoftware в партнерстве с Agetec выпустила североамериканскую версию игры 21 августа 2001 года. Европейская версия игры была выпущена в партнёрстве с Metro3D 27 сентября 2002 года.

## Оценки
| Сводный рейтинг    | Сводный рейтинг |
| Агрегатор          | Оценка          |
| ------------------ | --------------- |
| GameRankings       | 73,67 %         |
| Metacritic         | 75/100          |
| Иноязычные издания |                 |
| Издание            | Оценка          |
| Edge               | 8/10            |
| EGM                | 5/10            |
| Famitsu            | 35/40           |
| Game Informer      | 8,5/10          |
| GamePro            | [ 7 ]           |
| GameRevolution     | B+              |
| GameSpot           | 8/10            |
| GameZone           | 8,7/10          |
| IGN                | 7,8/10          |
| Next Generation    | [ 12 ]          |
| OPM                | [ 13 ]          |

Игра получила в основном положительные отзывы, согласно агрегатору рецензий Metacritic. В Японии Famitsu поставил оценку 35 из 40.